# Jack Sibbit
John Ephraim Sibbit, detto Jack (Ancoats, 4 marzo 1895 – Manchester, 5 agosto 1950), è stato un pistard britannico.
Corse per il Manchester Wheelers' Club.

## Palmarès
- Giochi olimpici

Amsterdam 1928: argento nel tandem.